# Lijst van Eerste Kamerleden 1899-1902
Lijst van Eerste Kamerleden 1899-1902 geeft een overzicht van de leden van de Nederlandse Eerste Kamer in de periode tussen de verkiezingen van 1899 en de verkiezingen van 1902. De zittingsperiode van de Eerste Kamer ging in op 19 september 1899 en eindigde op 16 september 1902.
De Eerste Kamer telde 50 leden, gekozen door de leden van Provinciale Staten in de elf provincies. Eerste Kamerleden werden gekozen voor een termijn van negen jaar; om de drie jaar werd een derde deel van de Eerste Kamer vernieuwd.
| Naam                                | groepering                     | provincie     | begindatum        | einddatum         | refs   |
| ----------------------------------- | ------------------------------ | ------------- | ----------------- | ----------------- | ------ |
| Willem Alberda van Ekenstein        | Liberale Unie                  | Groningen     | 15-09-1896 [ d ]  | 22-07-1904 [ e ]  | [ 1 ]  |
| Frederik van Alphen                 | Liberale Unie                  | Zuid-Holland  | 15-09-1896 [ d ]  | 22-07-1904 [ e ]  | [ 2 ]  |
| Maurits van Asch van Wijck          | Anti-Revolutionaire Partij     | Utrecht       | 17 september 1901 | 22-07-1904 [ g ]  | [ 3 ]  |
| Titus van Asch van Wijck            | Anti-Revolutionaire Partij     | Zeeland       | 15-09-1896 [ d ]  | 1 augustus 1901   | [ 4 ]  |
| Willem van Basten Batenburg         | katholieken                    | Gelderland    | 2 december 1901   | 22-07-1904 [ g ]  | [ 5 ]  |
| Willem Bergsma                      | Liberale Unie                  | Friesland     | 15-09-1896 [ d ]  | 15 maart 1901     | [ 6 ]  |
| Jean Bevers                         | katholieken                    | Zuid-Holland  | 28 april 1902     | 16 september 1902 | [ 7 ]  |
| Jacob van den Biesen                | katholieken                    | Noord-Brabant | 19-09-1893 [ l ]  | 16 september 1902 | [ 8 ]  |
| Auke Bloembergen                    | Liberale Unie                  | Friesland     | 22 april 1901     | 20 mei 1901       | [ 9 ]  |
| Rembt van Boneval Faure             | vrije liberalen                | Zuid-Holland  | 19 september 1899 | 22-07-1904 [ g ]  | [ 10 ] |
| Henricus Bosch van Drakestein       | katholieken                    | Utrecht       | 2 december 1901   | 16 september 1902 | [ 11 ] |
| Willem Brantsen van de Zijp         | Vrij-Antirevolutionaire Partij | Gelderland    | 19-09-1893 [ l ]  | 8 november 1899   | [ 12 ] |
| Jan Breebaart                       | Liberale Unie                  | Noord-Holland | 19-09-1893 [ l ]  | 16 september 1902 | [ 13 ] |
| Herman Bultman                      | Liberale Unie                  | Noord-Holland | 15-09-1896 [ d ]  | 22-07-1904 [ e ]  | [ 14 ] |
| François Coenen                     | katholieken                    | Limburg       | 2 juni 1902       | 22-07-1904 [ g ]  | [ 15 ] |
| Willem Cremers                      | katholieken                    | Gelderland    | 19-09-1893 [ l ]  | 16 september 1902 | [ 16 ] |
| Alexander Dijckmeester              | vrije liberalen                | Overijssel    | 1 februari 1900   | 16 september 1902 | [ 17 ] |
| Petrus van der Does de Willebois    | katholieken                    | Noord-Brabant | 15-09-1896 [ d ]  | 22-07-1904 [ e ]  | [ 18 ] |
| Hendrik Fennema                     | Liberale Unie                  | Friesland     | 15-09-1896 [ d ]  | 22-07-1904 [ e ]  | [ 19 ] |
| Isaäc Fransen van de Putte          | Liberale Unie                  | Zuid-Holland  | 19-09-1893 [ l ]  | 3 maart 1902      | [ 20 ] |
| Johan Geertsema                     | Liberale Unie                  | Groningen     | 19-09-1893 [ l ]  | 16 september 1902 | [ 21 ] |
| Johan Gleichman                     | vrije liberalen                | Friesland     | 18 juni 1901      | 22-07-1904 [ e ]  | [ 22 ] |
| Karel Godin de Beaufort             | Vrij-Antirevolutionaire Partij | Zeeland       | 19-09-1893 [ l ]  | 16 september 1902 | [ 23 ] |
| Maurits van Hall                    | Liberale Unie                  | Noord-Holland | 19 september 1899 | 18 december 1900  | [ 24 ] |
| Jacob Havelaar                      | Vrij-Antirevolutionaire Partij | Zuid-Holland  | [ r ] [ s ]       | 16 september 1902 | [ 25 ] |
| Gerrit van Heek                     | vrije liberalen                | Overijssel    | 19 september 1899 | 22-07-1904 [ g ]  | [ 26 ] |
| Pieter 't Hooft                     | Anti-Revolutionaire Partij     | Gelderland    | 27 december 1899  | 1 mei 1902        | [ 27 ] |
| Pieter 't Hooft                     | Anti-Revolutionaire Partij     | Gelderland    | 4 juni 1902       | 16 september 1902 | [ 27 ] |
| Willem Hovy                         | Anti-Revolutionaire Partij     | Zeeland       | 17 september 1901 | 22-07-1904 [ e ]  | [ 28 ] |
| Frederik s' Jacob                   | vrije liberalen                | Zuid-Holland  | 19 september 1899 | 22-07-1904 [ g ]  | [ 29 ] |
| Melchert de Jong                    | Liberale Unie                  | Noord-Holland | 19-09-1893 [ l ]  | 16 september 1902 | [ 30 ] |
| Herman Kist                         | Liberale Unie                  | Noord-Holland | 15-09-1896 [ d ]  | 22-07-1904 [ e ]  | [ 31 ] |
| Dirk Laan                           | Liberale Unie                  | Noord-Holland | 15-09-1896 [ d ]  | 22-07-1904 [ e ]  | [ 32 ] |
| Hendrik van Lier                    | Liberale Unie                  | Drenthe       | 19-09-1893 [ l ]  | 16 september 1902 | [ 33 ] |
| Léon Magnée                         | katholieken                    | Limburg       | 19 september 1899 | 14 april 1902     | [ 34 ] |
| Hendrik van Marle                   | Liberale Unie                  | Overijssel    | 19-09-1893 [ l ]  | 28 september 1899 | [ 35 ] |
| Robert Melvil van Lynden            | Anti-Revolutionaire Partij     | Utrecht       | 19 september 1899 | 1 augustus 1901   | [ 36 ] |
| Willem Merkelbach                   | katholieken                    | Noord-Brabant | 15-09-1896 [ d ]  | 22-07-1904 [ e ]  | [ 37 ] |
| Alphonse Michiels van Kessenich     | katholieken                    | Limburg       | 6 december 1899   | 22-07-1904 [ e ]  | [ 38 ] |
| Albertus van Naamen van Eemnes      | Liberale Unie                  | Overijssel    | 15-09-1896 [ d ]  | 7 maart 1902      | [ 39 ] |
| Hermanus Nebbens Sterling           | Liberale Unie                  | Zuid-Holland  | 15-09-1896 [ d ]  | 22-07-1904 [ e ]  | [ 40 ] |
| Frederik van Nierop                 | Liberale Unie                  | Noord-Holland | 19 september 1899 | 22-07-1904 [ g ]  | [ 41 ] |
| Anthony Nijsingh                    | Liberale Unie                  | Drenthe       | 19 september 1899 | 22-07-1904 [ g ]  | [ 42 ] |
| Leo van Nispen tot Sevenaer         | katholieken                    | Utrecht       | 19-09-1893 [ l ]  | 22 oktober 1901   | [ 43 ] |
| Willem van Pallandt van Waardenburg | conservatieven                 | Gelderland    | 19 september 1899 | 22-07-1904 [ g ]  | [ 44 ] |
| Hubert Pijls                        | katholieken                    | Limburg       | 15-09-1896 [ d ]  | 16 oktober 1899   | [ 45 ] |
| Cornelis Pijnacker Hordijk          | Liberale Unie                  | Zuid-Holland  | 19-09-1893 [ l ]  | 16 september 1902 | [ 46 ] |
| Willem Prinzen                      | katholieken                    | Noord-Brabant | 19 september 1899 | 22-07-1904 [ g ]  | [ 47 ] |
| Eduard Rahusen                      | vrije liberalen                | Noord-Holland | 19 september 1899 | 22-07-1904 [ g ]  | [ 48 ] |
| Frederic Reekers                    | katholieken                    | Gelderland    | 15-09-1896 [ d ]  | 22-07-1904 [ e ]  | [ 49 ] |
| Hubert Regout                       | katholieken                    | Limburg       | 19-09-1893 [ l ]  | 16 september 1902 | [ 50 ] |
| Joan Röell                          | vrije liberalen                | Zuid-Holland  | 15-09-1896 [ d ]  | 18 augustus 1901  | [ 51 ] |
| Isaac van Roijen                    | Liberale Unie                  | Overijssel    | 28 april 1902     | 22-07-1904 [ e ]  | [ 52 ] |
| Jan Rutgers van Rozenburg           | vrije liberalen                | Noord-Holland | 19-09-1893 [ l ]  | 16 september 1902 | [ 53 ] |
| Alphons Sassen                      | katholieken                    | Noord-Brabant | 19-09-1893 [ l ]  | 20 april 1900     | [ 54 ] |
| Alphons Sassen                      | katholieken                    | Noord-Brabant | 28 mei 1900       | 16 september 1902 | [ 54 ] |
| Jan Schimmelpenninck van der Oye    | Vrij-Antirevolutionaire Partij | Gelderland    | 15-09-1896 [ d ]  | 22-07-1904 [ e ]  | [ 55 ] |
| Jacob Sickenga                      | vrije liberalen                | Friesland     | 30 juni 1902      | 16 september 1902 | [ 56 ] |
| Jan van Swinderen                   | Liberale Unie                  | Friesland     | 19-09-1893 [ l ]  | 15 mei 1902       | [ 57 ] |
| Johannes Tak van Poortvliet         | Liberale Unie                  | Noord-Holland | 31 januari 1901   | 22-07-1904 [ g ]  | [ 58 ] |
| Simon van Velzen                    | Anti-Revolutionaire Partij     | Zuid-Holland  | 17 september 1901 | 22-07-1904 [ e ]  | [ 59 ] |
| Sjoerd Vening Meinesz               | vrije liberalen                | Zuid-Holland  | 19 september 1899 | 22-07-1904 [ g ]  | [ 60 ] |
| Theodorus Viruly                    | Liberale Unie                  | Zuid-Holland  | 19-09-1893 [ l ]  | 10 april 1902     | [ 61 ] |
| Benjamin Vlielander Hein            | Liberale Unie                  | Zuid-Holland  | 19 september 1899 | 22-07-1904 [ g ]  | [ 62 ] |
| Wilco van Welderen Rengers          | Liberale Unie                  | Friesland     | 19 september 1899 | 22-07-1904 [ g ]  | [ 63 ] |
| Derk Welt                           | Liberale Unie                  | Groningen     | 19 september 1899 | 22-07-1904 [ g ]  | [ 64 ] |
| Stephanus van Wijck                 | katholieken                    | Gelderland    | 19 september 1899 | 24 augustus 1901  | [ 65 ] |
| Emilius van Zinnicq Bergmann        | katholieken                    | Noord-Brabant | 19 september 1899 | 22-07-1904 [ g ]  | [ 66 ] |